# Silnice I/14
Die Silnice I/14 (tschechisch für: „Straße I. Klasse 14“) ist eine tschechische Staatsstraße (Straße I. Klasse).

## Verlauf

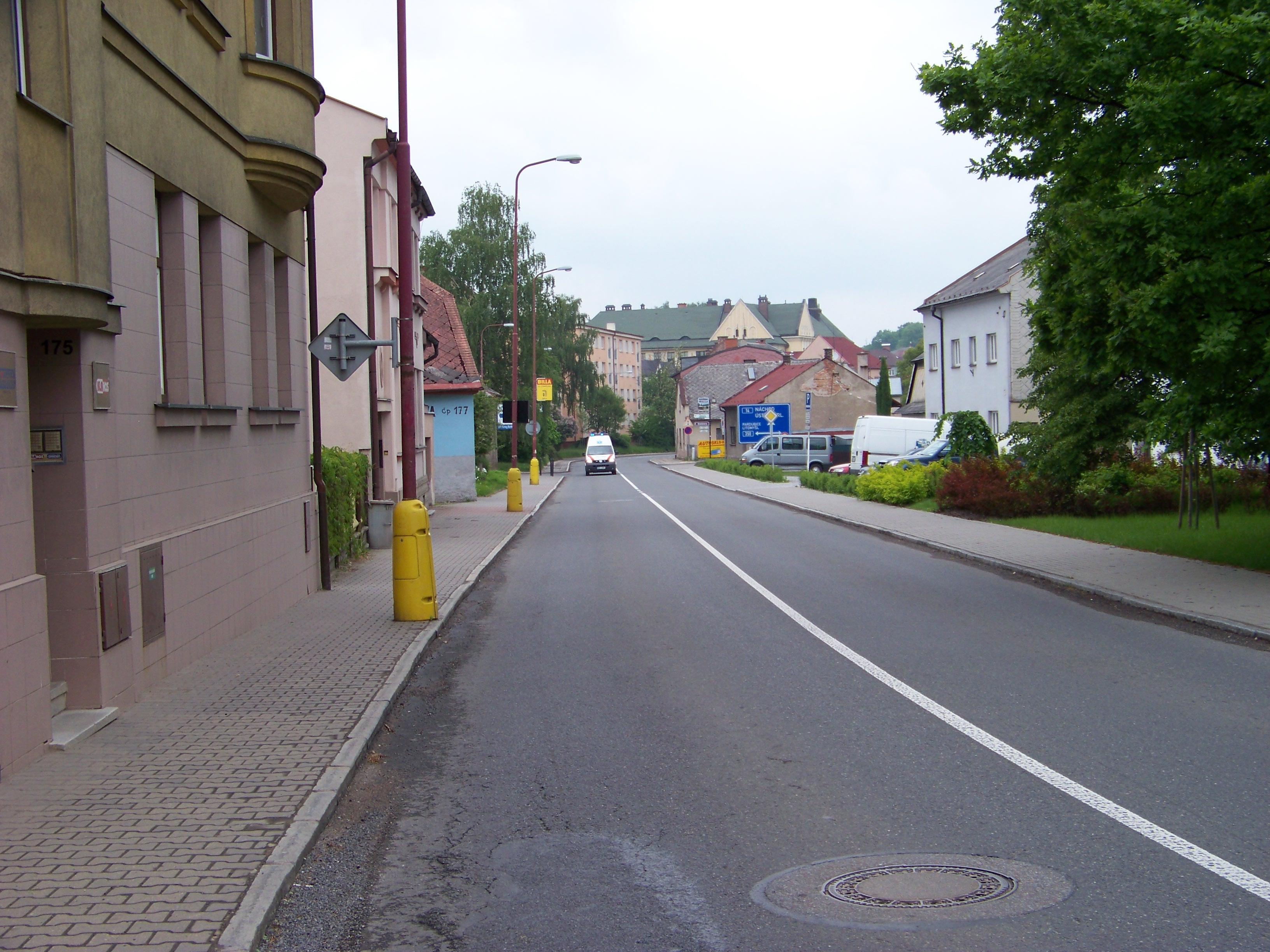
Die Straße in Česká Třebová (Böhmisch Trübau)

Die Straße zweigt im Süden der Stadt Liberec (Reichenberg) von der Silnice I/35 ab, führt, zunächst vierstreifig ausgebaut, nach Jablonec nad Nisou (Gablonz), nimmt dort die Silnice I/65 auf, verläuft in östlicher Richtung weiter nach Tanvald (Tannwald), vereinigt sich für die nächsten zwölf Kilometer mit der Silnice I/10, trennt sich vor dem Weiler Mýtiny (Strickerhäuser) wieder von dieser, wendet sich nach Südsüdosten, führt durch Jablonec nad Jizeru (Jablonetz) und nördlich am Jilemnice (Starkenbach)  vorbei und verläuft nunmehr in generell östlicher Richtung durch Vrchlabí (Hohenelbe). Von hier aus führt sie nach Trutnov (Trautenau) weiter, ist ein kurzes Stück gemeinsam mit der Silnice I/16 geführt, wendet sich dann wieder nach Südsüdosten und verläuft über Úpice (Eipel) und Červený Kostelec (Rothkosteletz) nach Náchod, wo sie die Silnice I/33 kreuzt. In ihrem weiteren Verlauf durchzieht sie Nové Město nad Metují (Neustadt an der Mettau), Dobruška (Gutenfeld) und Rychnov nad Kněžnou (Reichenau an der Knieschna), kreuzt in Vamberk (Wamberg) die Silnice I/11, führt weiter nach Ústí nad Orlicí (Wildenschwert) und Česká Třebová (Böhmisch Trübau) und endet schließlich bei ihrem Zusammentreffen mit der Silnice I/43 bei Anenská Studánka (Königsfeld).
Die Länge der Straße beträgt rund 196 Kilometer.

## Geschichte
Von 1940 bis 1945 bildete die Straße von Liberec bis Náchod einen Teil der Reichsstraße 150.